# Tuigage (schip)
Tuigage is de verzamelnaam voor alle zeilen en lopend (beweegbaar) want en het touwwerk die nodig zijn om een schip voort te bewegen en om een schip te laten ankeren. 
In het onderstaande stuk wordt met name ingegaan op rondhouten (mast, mastverlenging, ra, giek, gaffel, boom, etc) en de zeilen van zeilschepen. Zeilschepen worden gecategoriseerd op basis van hun tuigage (manier waarop de zeilen aan de mast zijn bevestigd) en wijken daarin af van andere schepen.

## Dwarsgetuigd
Dwarsgetuigd betekent dat de zeilen zijn bevestigd (aangeslagen) aan een ra of spier die dwarsscheeps aan de mast of steng is bevestigd. Een dwarsgetuigd schip in engere zin is een schip, waarvan het belangrijkste deel van de zeilen aan ra's is aangeslagen, in wijdere zin elk schip, dat een of meer razeilen voert. Tot de eerste categorie behoren het volschip en de bark, met drie tot vijf masten en de brik met twee. Tot de tweede behoren de topzeilschoeners en over de brigantijn en de barkentijn verschillen de meningen.

### Volschip

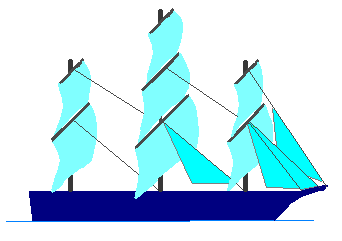
Tuigage van volschip

Schepen waarvan alle masten dwarsgetuigd zijn worden Volschepen genoemd. Driemastvolschepen worden als oorlogsschip fregat of linieschip genoemd (afhankelijk van het aantal kanonnen, en hun kaliber). Zoals vrijwel elk westers scheepstype kunnen volschepen echter ook stagzeilen aanslaan die wel langsscheeps staan. Volschepen met twee masten worden "brik" genoemd.

## Langsgetuigd
Langsgetuigd betekent dat de zeilen in de lengte zijn aangeslagen aan de diverse masten en stagen, al dan niet met behulp van gaffel, giek, en dergelijke. Wanneer langsgetuigde schepen ook dwarse zeilen (kunnen) aanslaan (meestal alleen aan de grote of fokkesteng) is sprake van de mengvorm. Binnen de klasse van langsgetuigde schepen zijn nog vele vormen te onderscheiden, onder meer:

### Topgetuigd
Topgetuigd (ook wel torengetuigd) wil zeggen dat het grootzeil driehoekig is, met de drie hoeken bevestigd in de top van de mast, onder aan de mast en de laatste punt (meestal) aan de punt van de giek.

### Gaffelgetuigd

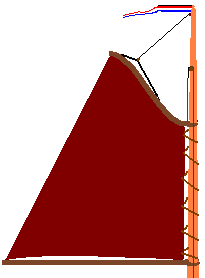
Gaffelgetuigd

Gaffelgetuigd wil zeggen dat het grootzeil onder aan een giek bevestigd is en boven aan een gaffel, meestal korter dan een giek, hoewel dat niet noodzakelijk zo is. De gaffel kan recht zijn (in veel gevallen zo, zowel op klassieke schepen als de schoeners als op de modernere schepen als bijvoorbeeld een 16-kwadraat), maar ook gekromd (zoals op veel van de platbodem- en rondbodemschepen, maar ook op de valk).
De hoek tussen de mast en de gaffel is meer dan 45°.

#### Gaffeltopzeil

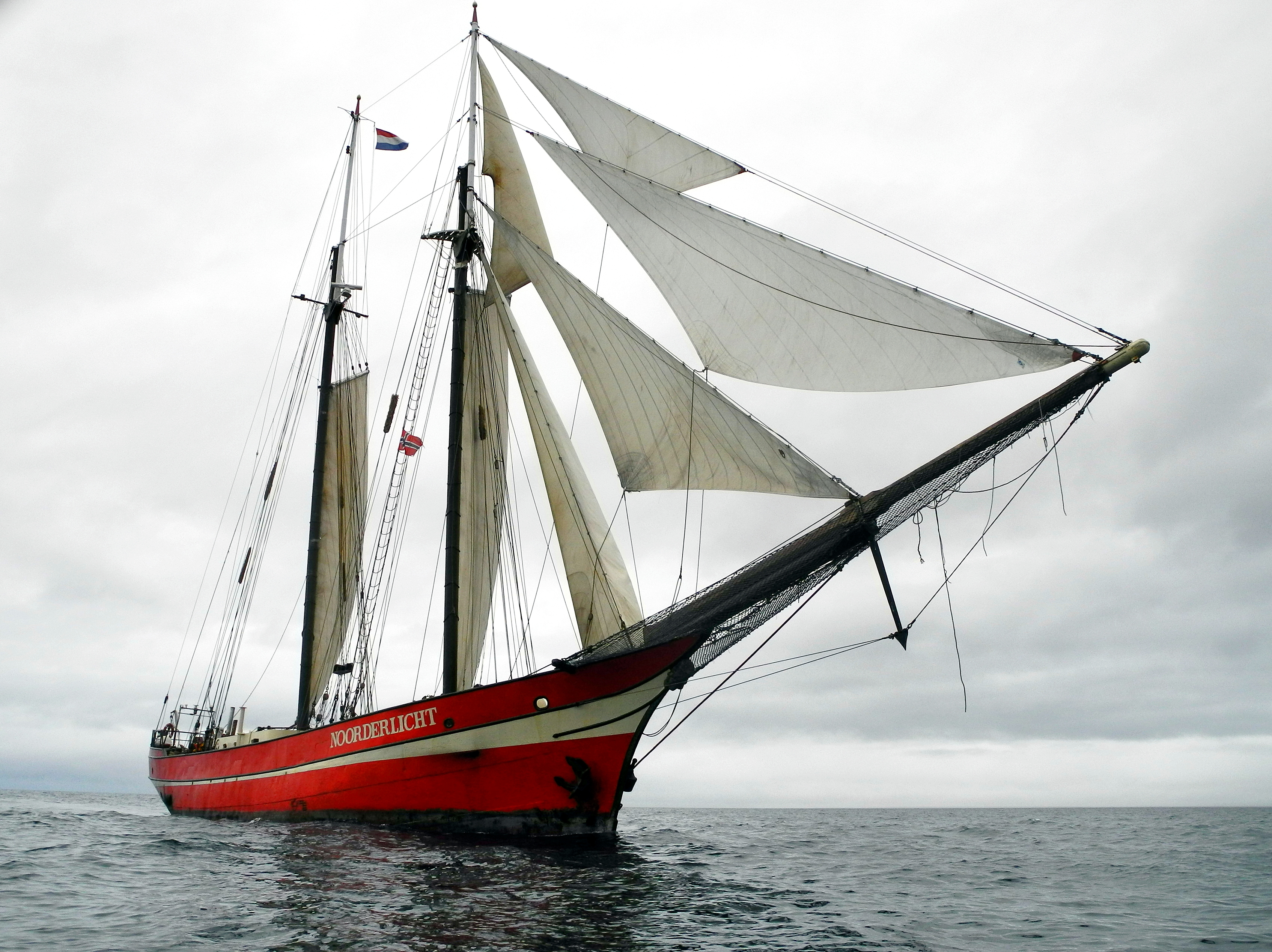
Gaffeltopzeil

Bij zwakkere winden kan boven de gaffel een topzeil gehesen worden. Aan de boven- en voorkant van zeil is een rondhout bevestigd die in het midden gehesen wordt tot aan de top van de mast. Dit rondhout is dan vrijwel verticaal en steekt voor de helft boven de mast uit. Dit zeil wordt altijd aan de benedenwindzijde gehesen. Het schip kan overstag gaan met een topzeil maar dan ligt het zeil minder gunstig aan de verkeerde kant van de gaffel. Als het topzeil buiten gebruik is wordt het zeil meestal om het rondhout ingerold en opgeborgen aan dek. Er zijn ook gaffeltopzeilen zonder rondhout. 

### Houarigetuigd

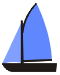
Houarigetuigd

Houarigetuigd is een bijzondere vorm van gaffelgetuigd. De gaffel is in dit geval lang en wordt zeer steil opgehesen (steil gepiekt), zodat vrijwel een driehoekig, topgetuigd zeil ontstaat. Op deze wijze wordt geprofiteerd van de eigenschappen van een topgetuigd zeil, zonder dat de daarvoor benodigde lange mast aanwezig is.
De steil gepiekte hoek die gevormd wordt door de mast en de gaffel zal steeds kleiner zijn dan 45°.

### Catgetuigd

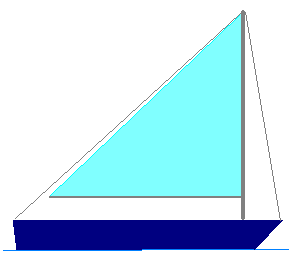
Catgetuigd

Catgetuigd het schip alleen een grootzeil voert, dat aan de onderkant wel bevestigd is aan een giek. De mast is dan relatief ver naar voren geplaatst. Dit type komt vooral veel voor op de kleinere, eenpersoonsschepen.

### Sloepgetuigd

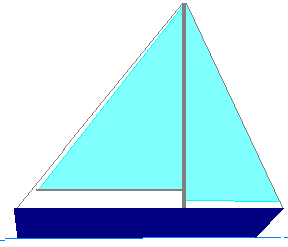
Sloepgetuigd

Sloeptuig wil zeggen dat er een grootzeil en één voorzeil gevoerd worden. Sloepgetuigd is het meest voorkomende type bij moderne jachten, het kan zowel topgetuigd als gaffelgetuigd zijn.

### Kottergetuigd

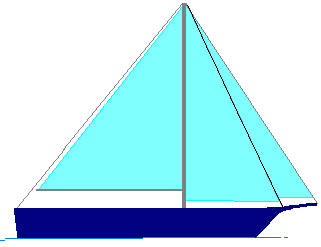
Kottergetuigd

Kottertuig houdt in dat er in tegenstelling tot sloeptuig meer dan één voorzeil gevoerd wordt (fok plus kluiver) en eventueel vlieger.

### Kitsgetuigd

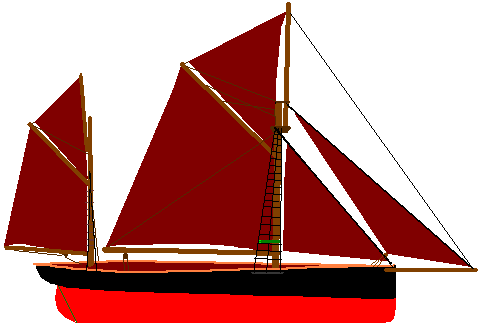
Kitsgetuigd

Een kitsgetuigd schip heeft twee masten, waarvan de voorste mast de grootste mast is. Voor de grote mast kunnen een of meerdere voorzeilen gevoerd worden, plus een toren- of gaffelgetuigd grootzeil. Aan de achterste mast wordt alleen een bezaan gevoerd (plus eventueel een gaffeltopzeil).

### Yawlgetuigd

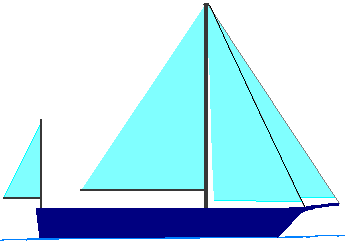
Yawlgetuigd

Een yawlgetuigd schip heeft ook twee masten, de achterste mast is veel kleiner dan de voorste en staat vaak achter het roer. Het zeil (de druil) aan de achterste mast of druilmast is klein en wordt gebruikt als hulp bij het sturen.

### Schoenergetuigd
|  |  |

Een schoenergetuigd schip heeft twee of meer masten. Bij een tweemaster is de achterste mast ongeveer even lang of langer dan de voorste mast. Bij de driemastschoener is de middelste mast soms iets langer.

### Latijngetuigd

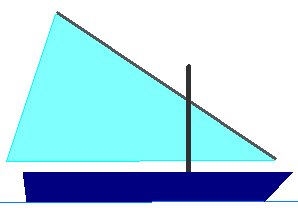
Latijngetuigd

Latijngetuigd is een langsscheepse tuigage, waar bij het zeil aan de bovenzijde is bevestigd aan een lange roede of Latijnra die op 1/3 van zijn lengte aan de korte mast is bevestigd.

### Sprietgetuigd

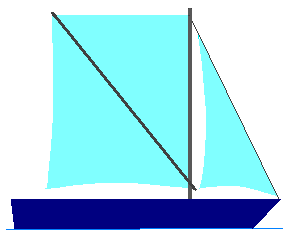
Spriettuig

Sprietgetuigd is een langsscheepse tuigage, waarbij het zeil twee bovenhoeken kent, de ene hoek is in de top van de mast bevestigd, de andere aan de spriet, een lange roede die gebruikt wordt om het zeil uit te houden (de Optimist is sprietgetuigd). De onderkant van het zeil is bij de mastvoet bevestigd en aan de andere kant gelijk aan de schoot bevestigd.

### Loggergetuigd

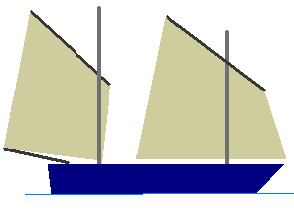
Loggergetuigd

Loggergetuigd is een oude vorm van tuigen. De zeilen zitten aan de bovenkant vast aan een dwarshout, geen ra omdat het een langsgetuigd schip is. Aan de onderkant zijn de zeilen los. Het zeil aan de voorste mast, het grootste zeil is een emmerzeil of loggerzeil, aan de achterste mast, de druilmast, zit de druil vast, eventueel nog met een druiltopzeil.

### Jonkgetuigd

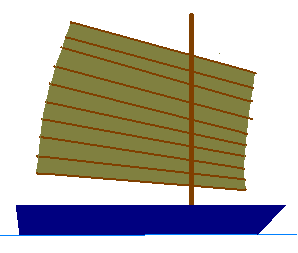
Jonkgetuigd

Jonkgetuigd is een langsscheepse tuigage, waar bij aan het zeil meerdere zeillatten bevestigd zijn, die het zeil uit moeten houden. De zeilen zijn volledig doorgelat, de zeillatten gaan dus over de gehele breedte van het zeil.
Dit type zeilen komt alleen voor op de jonk en de sampan, boottypes uit de Chinese en Japanse wateren.

## Mengvormen
Mengvormen houden in dat zowel dwarsgetuigde als langsgetuigde zeilen (naast de stagzeilen en eventueel een bezaan) gevoerd werden. De hoofdtypes van schepen die de mengvorm voorden waren de brikken, de topzeilschoeners en de barken.

### Brik

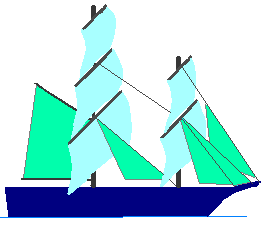
Tuigage van brik

De brik voerde twee vierkantgetuigde masten, aangevuld met stagzeilen, met achteraan de grote mast een langsscheepszeil, het brikzeil.

### Brigantijn

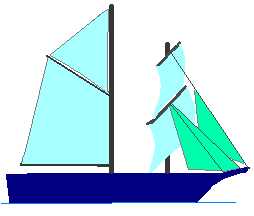
Tuigage van brigantijn

De Schoenerbrik of Brigantijn heeft twee masten, waarvan alleen de voorste mast vierkantgetuigd is, de grote mast is schoener(gaffel)getuigd.

### Topzeilschoener
De normale schoener is langsgetuigd, de topzeil en topzeil gaffelschoener voeren een vierkant razeil aan de steng (verlengstuk van de mast).

### Bark
De Bark voert drie en later ook wel vier of zelfs vijf masten. Alle masten behalve de achterste zijn vierkantgetuigd. De achterste (bezaansmast) bestaat uit een lange ondermast met bezaan en een steng met daaraan een gaffeltopzeil.

### Barkentijn
De Schoenerbark of Barkentijn is een mengvorm van schoener, bark en brik, alleen de fokkenmast is vierkant getuigd, de andere twee (of meer) masten zijn langsgetuigd. De tweemastversie van de schoenerbark werd ook wel brigantijn genoemd.

## Voetnoten
1. ↑  Polyvalken met aluminium rondhouten hebben daarentegen weer een rechte gaffel